# 용하기
용하기(用下記)는 대한민국 전라남도 영암군 영암읍 장암리에 있는 조선시대의 회계장부이다. 2009년 7월 13일 영암군의 향토문화유산 제1호로 지정되었다.

## 개요
영암읍 장암 마을에 있는 '용하기'는 회계장부로 1741년(영조 17)년 이후의 것이지만 회계장부 작성은 1668년부터 시작되었다. 1667년 장암마을 주민 18명이 벼 1석씩을 내서 장암대동계를 조직하고 그 이듬해부터 회계 장부를 기록하여 보고하기 시작하였다. 그 기금이 늘자 땅을 사서  소출을 이식하여 땅을 늘리는 방식으로  10년만에 100석의 기금을 적립되었다. 이 기금에 대한 운영 보고를 하기 위해 장부를 만들었는데 이 장부가 용하기(用下記)이다.